# Aphaenogaster famelica
Aphaenogaster famelica är en myrart som först beskrevs av Smith 1874.  Aphaenogaster famelica ingår i släktet Aphaenogaster och familjen myror.

## Underarter
Arten delas in i följande underarter:
- A. f. angulata
- A. f. erabu
- A. f. famelica
- A. f. frontosa